# ويندل ماكينز
ويندل ماكينز (بالإنجليزية: Wendell McKines)‏ مواليد 18 أغسطس 1988 في أوكلاند، هو لاعب كرة سلة أمريكي. بدأ مسيرته الاحترافية في سنة 2012. يلعب مع سان ميغيل بيرمن في الرابطة الفلبينية لكرة السلة. يبلغ طوله 6 قدم 6 بوصة (2.0 م).

## المسيرة الاحترافية
لعب مع إس بي أو روان باسكت في الدوري الفرنسي في موسم 2012–2013، ثم لعب مع ألاسكا أيسز في سنة 2013، ثم لعب مع نادي أنيانغ لكرة السلة في سنة 2014، ثم لعب مع وونجو دونجبو برومي في موسم 2015–2016.

## روابط خارجية
- ويندل ماكينز على موقع كرة السلة الأوروبية.كوم (الإنجليزية)
- ويندل ماكينز على موقع كلية كرة السلة في سبورتس رفرنس.كوم (الإنجليزية)
- ويندل ماكينز على موقع ريلجم (الإنجليزية)
- ويندل ماكينز على موقع بروبوليرز (الإنجليزية)